# PCR par essais
 (mai 2015).
Si vous disposez d'ouvrages ou d'articles de référence ou si vous connaissez des sites web de qualité traitant du thème abordé ici, merci de compléter l'article en donnant les références utiles à sa vérifiabilité et en les liant à la section « Notes et références ».
Le PCR par essais (en anglais touchdown PCR) est une méthode particulière de réaction en chaîne par polymérase. C'est un protocole en biologie utilisé pour amplifier de l'ADN faiblement représenté et/ou subissant une compétition sur leurs amorces par des produits de pseudo-gène.
Il consiste à avoir une température d’hybridation très haute lors des premiers cycles afin d’assurer une forte stringence et donc une amplification spécifique. Une fois que la séquence d'intérêt devient majoritaire vis-à-vis de ses compétiteurs, la température d’hybridation est progressivement abaissée afin d’assurer une meilleure efficacité de PCR.

## Méthode
Les premières étapes d'un cycle de réaction en chaîne de la polymérase par contact ont des températures de recuit élevées. La température de recuit est diminuée par paliers pour chaque série de cycles suivante. L'amorce se recoupera à la température la plus élevée qu'elle est capable de tolérer, c'est-à-dire la moins perméable à la liaison non spécifique. Ainsi, la première séquence amplifiée est celle qui se trouve entre les régions de plus grande spécificité de l'amorce ; il est très probable qu'il s'agisse de la séquence d'intérêt. Ces fragments seront encore amplifiés au cours des cycles suivants à des températures plus basses, et rivaliseront avec les séquences non spécifiques auxquelles les amorces peuvent se lier à ces températures plus basses. Si l'amorce se lie initialement (pendant les phases à plus haute température) à la séquence d'intérêt, des cycles ultérieurs de réaction en chaîne par polymérase peuvent être effectués sur le produit pour amplifier davantage ces fragments. Le toucher augmente la spécificité de la réaction à des températures plus élevées et accroît l'efficacité vers la fin en abaissant la température de recuit.

## Autres techniques
- ARDRA
- Hybridation in situ
- LAMP
- Microarray
- NASBA
- Northern blot
- RACE-PCR
- RNAse Protection Assay (RPA)
- Southern blot
- TMD
- ADN branché
- LCR
- PAN-AC (voir : http://www.lab-rech-associatives.com/pages/agi.php )
- MALBAC